# 4035 Thestor
4035 Thestor eller 1986 WD är en trojansk asteroid i Jupiters lagrangepunkt L4. Den upptäcktes 22 november 1986 av de båda japanska astronomerna Takeshi Urata och Kenzo Suzuki i Toyota. Den är uppkallad efter Thestor i den grekiska mytologin.
Asteroiden har en diameter på ungefär 69 kilometer.